# フンメル (自走砲)
フンメル （独: Hummel）は、第二次世界大戦期にドイツで開発された自走砲である。
III号戦車・IV号戦車それぞれからパーツを流用して作成されたIII/IV号車台を使用して開発されたもので、主武装として15cm榴弾砲 sFH18 L/30を搭載している。主にドイツ国防軍により1943年から終戦まで運用された。
フンメルはドイツ語で「マルハナバチ」の意味である。制式番号はSd.Kfz.165である。

## 歴史と概要
1941年6月のバルバロッサ作戦、すなわちドイツのソ連侵攻で、装甲部隊に追従できる砲兵部隊の欠如が明らかとなった。フンメルは1942年、この欠如を補うために計画された。その時点でも既にいくつかの自走砲が運用されていたが、対戦車砲や重歩兵砲を自走砲化したものであり、野戦榴弾砲を自走砲化したものはなかった。
最初の試作は、III号戦車に10.5cm leFH17榴弾砲を搭載したものだったが、これはIV号戦車に榴弾砲を搭載する計画が推進されたために却下された。試作車が1門のみ製造されたが、この計画もより強力な解決策が提案されたために、さらに却下された。
代替計画は、「III/IV号火砲車」として15cm sFH18 L/30榴弾砲を搭載するもので、対戦車自走砲であるナースホルンと同様、III/IV号車台を使用した。この車台では乗員が砲を操作する空間を確保し、かつ重量バランスをとるため、戦車用車台では後方にあったエンジンは中央に移されている。試作車では起動輪にIV号戦車と同じものを使用し、砲にはマズルブレーキが装着されていたが、生産車では起動輪がIII号戦車と同型となり、マズルブレーキも牽引型のsFH 18同様に除かれている。
このIII/IV号火砲車はフンメルと命名された。乗員と砲を保護するため、オープントップで全周を囲む形の10mm厚の装甲が設置された。後期型では、車体前部の操縦手と通信手のスペースが左右繋がる形で拡大された。
終戦までに714門のフンメルと、150輌の弾薬輸送車が製造された。

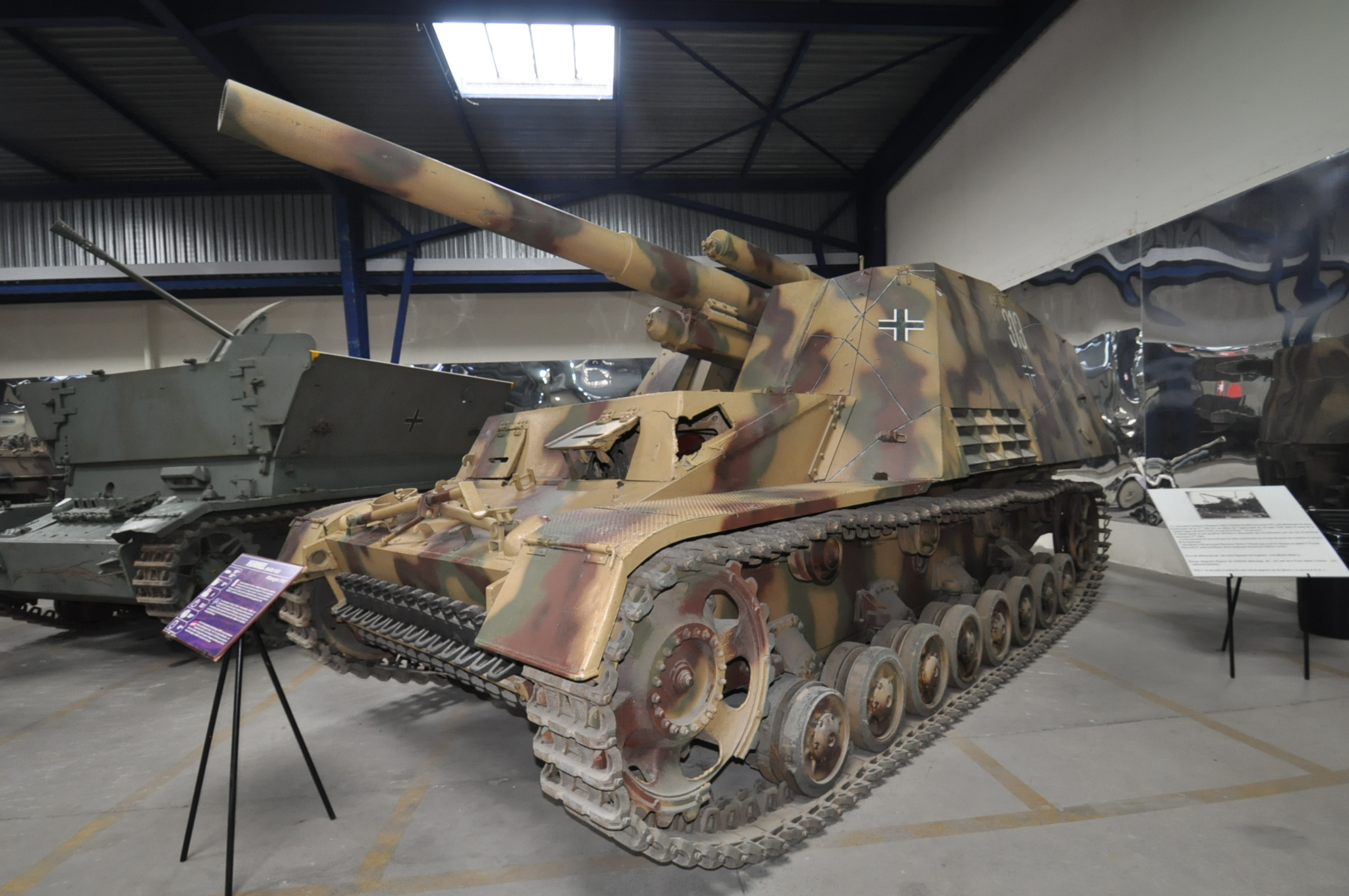
ソミュール戦車博物館のフンメル (後期型)
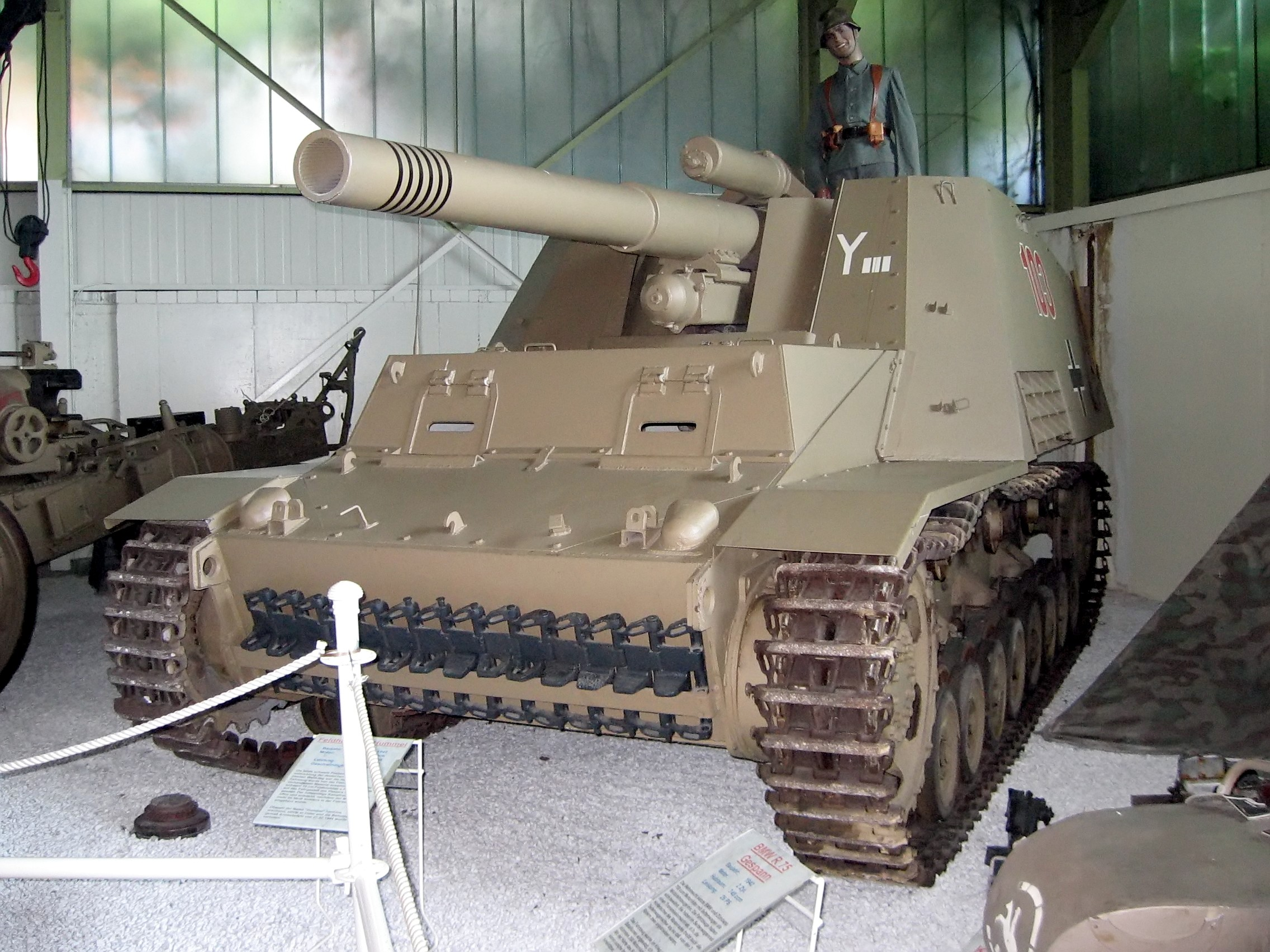
ジンスハイム自動車・技術博物館のフンメル
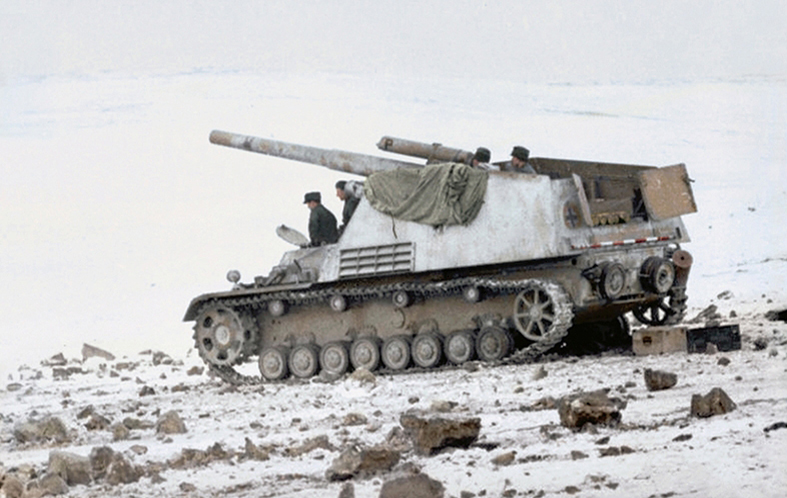
冬季迷彩を施されたフンメル。1944年1月。
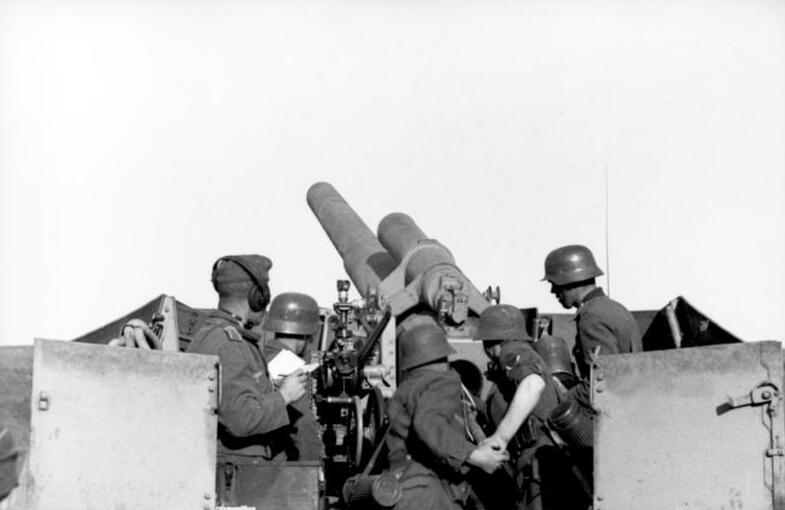
フンメルの戦闘室。1943年6月。

## 戦歴
フンメルが最初に投入されたのはクルスクの戦いで、100門近くが運用された。組織的には、装甲師団の装甲砲兵連隊(Panzerartillerie Regiment)のうち一個大隊が自走砲装備とされ、重自走砲中隊が編成された。この中隊は、フンメル6門と弾薬運搬車1輌で構成される。

## 派生型
フンメルは口径が大きいだけに限られた数の弾薬しか搭載できず、フンメル弾薬運搬車 Munitionsträger Hummel が開発された。砲を搭載せずに製造されたフンメルの開口部を10mmの装甲板で塞ぎ、弾薬を備蓄するための棚を設置したものである。この運搬車は必要に応じて、野戦整備のレベルで、砲を搭載し通常型フンメルに改修することもできた。